# Bảo tàng Thợ rèn và Thợ khóa ở Hajnówka
Bảo tàng Thợ rèn và Thợ khóa ở Hajnówka (tiếng Ba Lan: Muzeum Kowalstwa i Ślusarstwa w Hajnówce) là một bảo tàng tư nhân tọa lạc tại số 1 phố Lipowa, Hajnówka, Ba Lan. Người sáng lập và chủ sở hữu của bảo tàng là Stanisław Miearańński. Bảo tàng là thành viên của Hiệp hội Di sản Công nghiệp tỉnh Świętokrzyskie.

## Lịch sử
Bảo tàng Thợ rèn và Thợ khóa ở Hajnówka được thành lập vào năm 2003. Trụ sở của bảo tàng là một lò rèn được xây dựng vào năm 1927, lò rèn này là tài sản của gia đình người chủ sở hữu của bảo tàng.

## Hoạt động
Bộ sưu tập của bảo tàng bao gồm nhiều hiện vật liên quan đến nghề rèn và gia công kim loại. Một số hiện vật tiêu biểu đang được trưng bày trong bảo tàng là các công cụ của thợ rèn và thợ khóa, sản phẩm rèn nghệ thuật, thiết bị nấu chảy sắt, xỉ luyện kim thời tiền sử, máy móc và thiết bị nông nghiệp, và một số thứ khác. Ngoài các hoạt động triển lãm, bảo tàng còn tổ chức nhiều buổi hội thảo, tổ chức các lớp học trong lò rèn, và một số hoạt động khác.

## Giờ mở cửa
Bảo tàng hoạt động quanh năm, mở cửa tất cả các ngày trong tuần trừ thứ Hai. Khách tham quan phải trả phí vào cửa.